# Scotinella pallida
Scotinella pallida är en spindelart som beskrevs av Banks 1911. Scotinella pallida ingår i släktet Scotinella och familjen flinkspindlar. Inga underarter finns listade i Catalogue of Life.